# MemoQ
memoQ ist ein Übersetzungstool (CAT), das ähnlich wie Déjà Vu, Trados oder Wordfast Pro über eine eigene Programmoberfläche verfügt und datenbankgestützte Übersetzungen ermöglicht.
Initiator und Entwickler des Programms ist die ungarische Firma Kilgray.
Seit 2009 organisiert Kilgray in jedem Frühjahr eine Konferenz in Budapest unter dem Titel memoQfest, die sich mit verschiedenen wirtschaftlichen und technischen Aspekten der Übersetzungsbranche befasst.

## Versionen
Die verschiedenen Versionen von memoQ umfassen jeweils mehrere Unterversionen, so dass z. B. auch von einer Version 5.0.56 gesprochen wird. Die Aktualisierungen erfolgen unregelmäßig, es gibt also keine größeren Service Packs wie bei anderen Produkten. Diese Aktualisierung kann optional automatisch nach dem Beenden des Programms erfolgen.
Wenige Wochen vor der Freigabe neuer Versionsstufen ist eine freiwillige Teilnahme am Betaprogramm möglich.
Sämtliche Hinweise in diesem Abschnitt beschränken sich auf die Client-Version.

### memoQ 2
Version 2.0 ist die erste „offizielle“ Version. Sie wurde im Januar 2007 veröffentlicht und verfügt über ein QA-Add-in zur Qualitätssicherung.
Version memoQ 2.1 vom Mai 2007 verfügt über kontextsensitive TM-Einträge oder so genannte „101%-Treffer“, wobei Kontext das vorhergehende oder nachfolgende Segment ist. Segmente in der Übersetzungsspalte können nun gesperrt werden, zudem ist ein automatischer Import/Export von Ordnerstrukturen einschließlich Unterordnern möglich. Exportregeln zum Festlegen von Dateinamen können festgelegt werden.
Neben der Unterstützung zweisprachiger RTF-Dokumente kann die im November 2007 auf den Markt gebrachte Version 2.2 Ansichten erstellen, das heißt mehrere Dokumente (auch unterschiedlichen Formats) können in einer Ansicht zusammengefügt und gemeinsam übersetzt werden, ohne diese Dokumente einzeln öffnen zu müssen. Version 2.3 (März 2008) erweitert das Programm um eine Live-Vorschau des Übersetzungsdokuments (bei bestimmten Formaten).

### memoQ 3

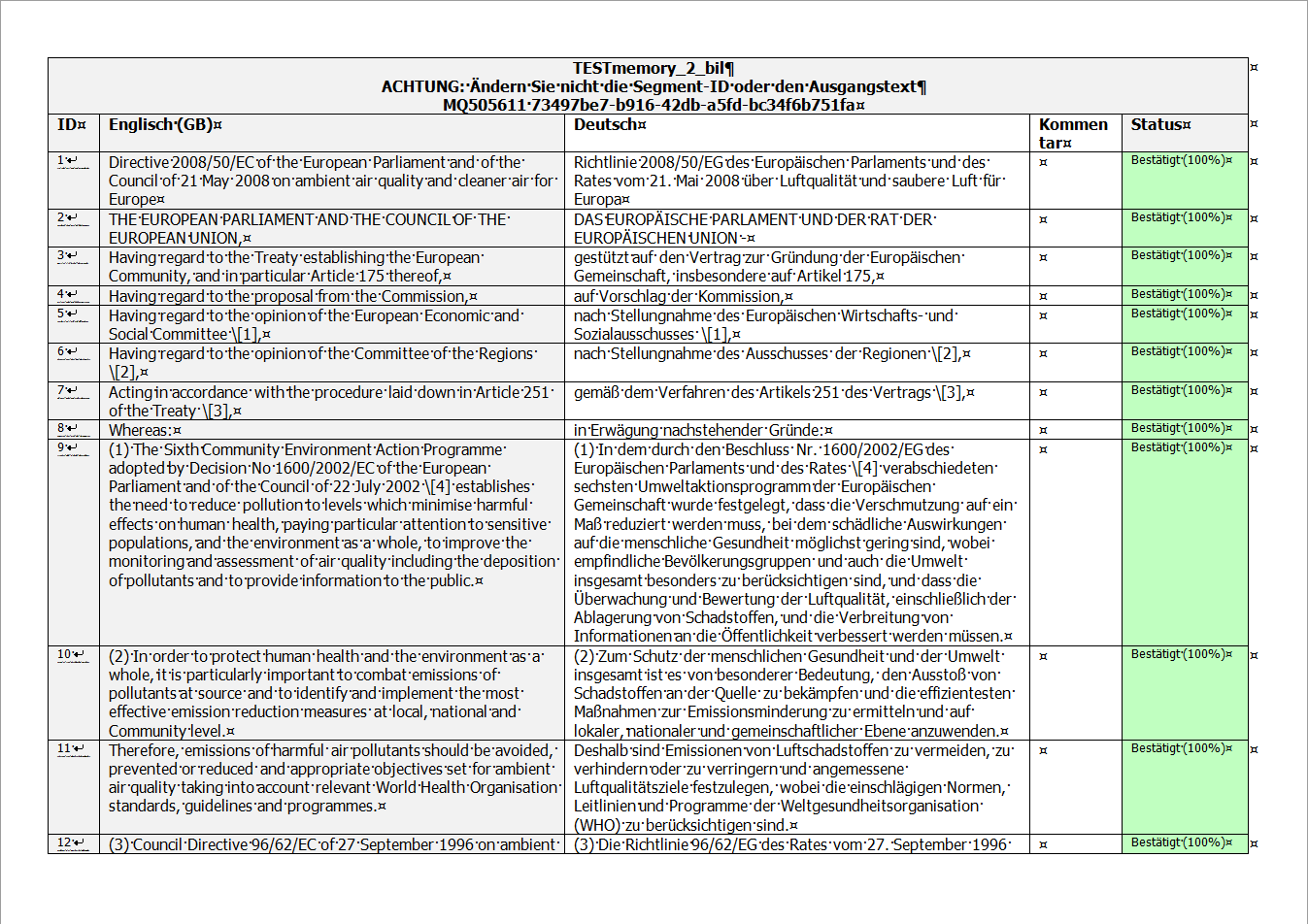
Zweispaltiges Rich-Text-Format für externe Bearbeitung bzw. Korrektur von Übersetzungsdokumenten

Im September 2008 wurde Version 3.0 veröffentlicht. Neu war das Aktualisieren von Dokumenten dank zweisprachigem tabellarischem Rich-Text-Format. Damit können Dokumente in Word korrigiert und erneut importiert werden. Zu weiteren Neuheiten gehörten die vollständige XLIFF-Unterstützung, die Rechtschreibprüfung mit Hunspell (als Alternative zur Rechtschreibprüfung von Microsoft Office), eine neue, erweiterte Termdatenbank und Filtern nach Segmentstatus.
Version 3.2 (November 2008) verbesserte das Einfügen von Fragmenten und bietet Auto-Korrektur-Listen für die automatische Korrektur von Tippfehlern. Wenige Monate später (März 2009) führte Version 3.5 die automatische Konkordanzsuche LSC, sowie automatische Platzhalter bei der Konkordanzsuche ein. Hinzu kommen ein STAR-Transit- sowie ein PPTX-Filter und die XML-Vorschau.
Die letzte Version dieser Reihe (3.6 vom September 2009) unterstützt 64-bit-Betriebssysteme und bietet neben einem DOCX-Filter auch Fließtext-Import aus PDF-Dateien.

### memoQ 4
Version 4.0 wurde am 1. Februar 2010 veröffentlicht. Das QA-Add-in wurde nun integraler Bestandteil des Programms. Weitere wesentliche Änderungen sind neben der neu gestalteten Benutzeroberfläche und dem neu programmierten Texteditor erweiterte Serverfunktionen (Weitergabe von Parametern und Einstellungen über Dokumente, TM und Terminologie hinaus).
Am 22. Oktober 2010 kam Version 4.5 heraus. Neben dem neu programmierten TM-Engine lag der Schwerpunkt auf dem verbesserten Alignment bereits bestehender Dokumentenpaare und der LiveDocs-Funktion für den Einsatz ein- und zweisprachiger Referenzdokumente.

### memoQ 5
Version 5.0 wurde am 8. September 2011 veröffentlicht. Zu den Besonderheiten dieser Version zählen unter anderem:
- Termextrahierung aus Dokumenten und TMs
- Track changes zur Verfolgung von Änderungen am Übersetzungsdokument
- kaskadierende Filterfunktion (z. B. für in Excel gesetzten HTML-Code)
- TXML-Filter für Wordfast
- Integration von Google Translate v2 API, MyMemory und TAUS

### memoQ 6
Version 6.0 wurde am 3. Juli 2012 veröffentlicht.
- Autovervollständigung im Editor
- Import/Export von Worddokumenten auch bei nicht installiertem Microsoft-Office-Paket
- Vorschaufunktion für ttx-Dateien
- automatische Überwachung von Projektordnern
- leicht vereinfachte Benutzeroberfläche

### memoQ 8
Version 8.0 (damals noch memoQ Adriatic genannt) wurde am 22. Februar 2017 veröffentlicht.

## Unterstützte Dateiformate
MemoQ kann unter anderem folgende Formate verarbeiten:
| Programm             | Dateiformat                              | Dateiendung        |
| -------------------- | ---------------------------------------- | ------------------ |
| AuthorIT             |                                          | xml                |
| DITA                 |                                          | xml                |
| Adobe InDesign       |                                          | indd, inx, idml    |
| Adobe Photoshop      |                                          | psd                |
| FrameMaker           |                                          | mif                |
| FreeMind             |                                          | mm                 |
| Java                 |                                          | properties         |
| .Net-Framework       |                                          | resx               |
| Microsoft Word       |                                          | doc, docx          |
| Microsoft Excel      |                                          | xls, xlsx          |
| Microsoft PowerPoint |                                          | ppt, pptx          |
| Microsoft Visio      |                                          | vdx                |
| Microsoft Help       |                                          | hhc, hhk           |
| LibreOffice          | OpenDocument                             | odt, odf           |
| TYPO3                |                                          | xml                |
| SDL Trados           |                                          | ttx, sdlxliff      |
| Wordfast             |                                          | txml               |
|                      | Hypertext Markup Language                | html               |
|                      | Rich Text Format                         | rtf                |
|                      | Plain text                               | txt, inf, ini, reg |
|                      | Scalable Vector Graphics                 | svg                |
|                      | XML Localization Interchange File Format | xliff              |

Über die eigentlichen Importfilter hinaus können bestimmte Filter verkettet werden, so dass beispielsweise HTML aus XML zu extrahieren, was für die Übersetzung von CMS-Exporten hilfreich sein kann. Jeder Filter kann außerdem mit einem einfachen Regulärer Ausdruck-Tagger verknüpft werden, um Variablen, Entitäten und Tags gesondert zu schützen.
Seit Version 5.0 ist memoQ sowohl zu Dokumentformaten von Trados 2007 und 2009 (ttx- und sdlxliff-Dateien) als auch zu Wordfast (TXML) vollständig kompatibel. Installationen in virtuellen Umgebungen wie z. B. Parallels werden vom Hersteller offiziell unterstützt. Zudem wird Wert auf eine Kompatibilität zu Spracherkennungssoftware gelegt.
Durch die Offenheit gegenüber externen Austauschformaten konnte memoQ vor allem bei Freiberuflern und kleinen Agenturen große Marktanteile erobern.

### Zweispaltiges Rich-Text-Format
Eine Besonderheit ist das zweispaltige Rich-Text-Format. Damit werden Übersetzungsdokumente und Ansichten in ein Format exportiert, das mit Office-Programmen angezeigt, bearbeitet und gedruckt werden kann. Mit diesem Format können Übersetzer in Projekte eingebunden werden, die kein CAT-Programm verwenden.
Déjà Vu bietet bereits länger eine ähnliche Funktion an. Bei SDL Trados kann dieser Ablauf – allerdings umständlicher – über ein Plug-in nachvollzogen werden.

### Arbeiten mit dem Server
Die Serverversion war in frühen memoQ-Versionen ein Alleinstellungsmerkmal; mittlerweile werden diese Funktionen zumindest teilweise auch von anderen Programmen angeboten. Es gibt für den Benutzer des Clients verschiedene Arten von Serverprojekten:
- Der Benutzer bearbeitet Dokumente lokal auf seinem Rechner, erhält aber von seinem Kunden die Zugangsdaten für Online-Ressourcen (zumeist TM).
- Ein Datenpaket des Kunden wird lokal auf dem Rechner geöffnet. Während er das Projekt lokal bearbeitet, besteht eine Verbindung zu einem Online-TM (bzw. optional auch TB). Nach Abschluss des Projekts übermittelt der Übersetzer eine mqback-Datei.
- Die Bearbeitung erfolgt vollständig online: Sowohl das Dokument als auch alle Ressourcen liegen auf dem Server des Kunden.

In allen Fällen kann der Übersetzer ergänzend eigene, lokale Ressourcen nutzen (die bei einer Rückgabe als mqback-Datei nicht übermittelt werden). Bei vollständigen Online-Projekten (3. Fall) kann der Kunde den Dateizugriff (Export von Dokumenten und TM) beschränken.

## Lizenzen
Eine Lizenz für memoQ kostet derzeit 620 € und umfasst drei Jahre Support und Upgrades auf alle neuen Programmversionen. Eine Verlängerung kostet pro Jahr 124 €. Neben der kostenpflichtigen Version translator pro wird eine kostenlose Version 4free mit eingeschränktem Funktionsumfang angeboten.
Anders als bei anderen Anbietern gibt es bei Kilgray keine Zertifizierungsprogramme für Anwender. Dagegen werden auf der Unternehmenswebsite Schulungsvideos und aufgezeichnete Webinare kostenlos zur Verfügung gestellt.
Eine zeitnahe Unterstützung wird neben dem Support des Herstellers über eine Yahoo!-Diskussionsgruppe angeboten (auf Englisch), auf der Anwender und Mitarbeiter des Herstellers aktiv sind.

## Kritikpunkte
Zu den Kritikpunkten an memoQ gehörten bei früheren Versionen die vergleichsweise späte Einführung der Filter für OpenOffice sowie docx- und pptx-Dateien. Zudem mussten bei Serverprojekten die Programmversion des Servers und der darauf zugreifenden lokalen Einzelplatzversion übereinstimmen. Mittlerweile kann für die Übersetzung auch eine um eins höhere oder niedrige Version des Clients verwendet werden. Für die Projektverwaltung auf dem Server wird weiterhin eine identische Hauptversion benötigt.